# Igranka
Singles représentant le Monténégro au Concours Eurovision de la chanson
Euro Neuro
(2012)
Igranka (en français, « La fête ») est une chanson du duo hip-hop monténégrin Who See. La chanson a été écrite par Who See et Wikluh Sky et comporte également une partie chantée par la chanteuse monténégrine Nina Žižić. Le titre est surtout connu pour être la chanson qui représente le Monténégro au Concours Eurovision de la chanson 2013 qui a lieu à Malmö en Suède. La chanson a été en compétition lors de la première demi-finale du 14 mai 2013, pour obtenir une place en finale qui a eu lieu le 18 mai. Ils finissent 12e avec 41 points et ne se qualifient donc pas pour la grande finale.